# Slaget vid Ulm
Slaget vid Ulm i Tyskland ägde rum 16–19 oktober 1805. Slaget blev en stor framgång för Napoleon. 